# 大森未来衣
大森 未来衣（おおもり みらい、2003年1月25日 - ）は、日本のミュージカル女優。愛知県出身。東宝芸能所属。日本芸術専門学校出身。

## 来歴
2010年、ミュージカル『アニー』のモリー役で初舞台を踏む。その後、劇団四季『サウンド・オブ・ミュージック』などに出演し、子役としてキャリアを積む。
近年では、TRUMPシリーズ15th ANNIVERSARY『ミュージカル「LILIUM -リリウム 新約少女純潔歌劇-」』や、LIVE STAGE「ぼっち・ざ・ろっく!」、ミュージカル『イザボー』など、話題の舞台に次々と出演している。

## 人物
- 趣味：歌、アニメ鑑賞、美味しいものを食べること[1]。
- 特技：歌、ダンス、ギター[1]。
- 好きなもの：ラーメン、抹茶、ユニコーン[1]。

インタビューでは、台本のある芝居は得意な一方、「自分としての発信」は苦手だと語っている。しかし、LIVE STAGE「ぼっち・ざ・ろっく!」でのMCや、ミュージカル『イザボー』での望海風斗との共演が大きな転機になったと話している。

## 出演

### 舞台
- 丸美屋食品ミュージカル『アニー』（2010年） - モリー 役
- 劇団四季『サウンド・オブ・ミュージック』（2013年） - ブリギッタ 役
- ミュージカル座『ルルドの奇跡』（2022年） - マリー 役 / シスター・ジュリー 役
- TRUMPシリーズ15th ANNIVERSARY『ミュージカル「LILIUM -リリウム 新約少女純潔歌劇-」』（2023年） - ファルス 役
- LIVE STAGE「ぼっち・ざ・ろっく!」（2023年） - 喜多郁代 役
- ミュージカル『イザボー』（2024年） - イザベル 役
- LIVE STAGE「ぼっち・ざ・ろっく!」PART I STARRY / PART II 秀華祭（2024年） - 喜多郁代 役
- ミュージカル『屋根の上のヴァイオリン弾き』（2025年） - チャヴァ 役
- ミュージカル『四月は君の嘘』（2025年）